# مهین‌دخت مزارعی
مهین‌دخت مزارعی (زادهٔ ۱۳۰۷) نمایندهٔ حوزهٔ انتخابیهٔ فسا در دوره بیست و سوم مجلس شورای ملی بوده‌است. او همچنین دبیر سازمان زنان ایران بود و برای مدتی نیز به عنوان معاون فنی و آموزشی سازمان پیشاهنگی ایران فعالیت می‌کرد. وی دارای لیسانس زبان و ادبیات فارسی بود.
او با فرمان اشرف پهلوی به سمت دبیر سازمان زنان شیراز انتخاب شد و در سال ۱۳۴۹ نشان درجه پنجم تاج را از شاه دریافت کرد. وی از طرف حزب ایران کاندیدای مجلس شده بود.

## زندگی‌نامه
مهین‌دخت مزارعی در سال ۱۳۰۷ در دشتستان زاده شد. او تحصیلات ابتدایی و دبیرستان خود را در شیراز به پایان رساند و برای ادامه تحصیل به تهران رفت و از دانشسرای عالی در رشته زبان و ادبیات فارسی فارغ‌التحصیل شد. او سپس به شیراز بازگشت و در دبیرستان ناظمیه مشغول به کار شد. او سپس در سمت معاونت اداره کل آموزش و پرورش فارس گماشته شد.
مهین‌دخت در سال ۱۳۵۰ برای نمایندگی مجلس شورای ملی از فسا داوطلب شد و با پیروزی در انتخابات به مدت ۴ سال نماینده این شهر در مجلس بود. او در کمیسیون آموزش و پرورش و بودجه مجلس عضویت داشت. وی همچنین دبیر سازمان زنان ایران، معاون فنی و آموزشی سازمان پیشاهنگی ایران و مشاور وزیر آموزش و پرورش بوده‌است.
او در سال ۱۳۸۹ در تهران درگذشت و در شیراز به خاک سپرده شد. همسر او سید محمد دستغیب نام داشت و حاصل این ازدواج سه پسر و یک دختر بود. کتابی به نام «مباشر» از آثار اوست.